# 拉幅薄膜
拉幅薄膜是将挤出得到的厚度为1-3毫米的厚片或管坯，重新加热到Tg-Tm（或Tf）温度范围进行大幅度拉伸而形成的薄膜。拉幅薄膜的生产，可以将挤出原片（或管坯）与拉幅过程直接联系起来进行连续生产，不一定将生产厚片或管坯与拉幅工序分为二个单独的过程来进行。但不管哪种方式，聚合物在拉伸前都必须从较低温度下重新加热到Tg-Tm（或Tf）间的加工温度，所以拉幅薄膜是一种二次成型技术。

用于生产拉幅薄膜的聚合物主要有聚对苯二甲酸乙二醇酯（PET）,聚丙烯，聚苯乙烯，聚氯乙烯，聚偏氯乙烯，聚乙烯，聚乙烯醇，偏氯乙烯—氯乙烯共聚物等。